# Červený vrch (České středohoří)
Červený vrch, zvaný též Stříbrník, je kopec na katastrálním území obce Dobroměřice v Ústeckém kraji v západní části Českého středohoří, tři kilometry severně od Loun. Patří mezi významné body Ranského středohoří. Vrch leží v nezápadnějším a zároveň také nejjižnějším výběžku Chráněné krajinné oblasti České středohoří.
Jedná se o velice zajímavou geologickou a paleontologickou lokalitu, neboť zdejší červený geologický podklad je složen z barevných porcelanitů, jež vznikly vypálením jílů uhelných slojí. V červené hornině zde byly nalezeny otisky různých pradávných třetihorních organismů.  

## Historie
V roce 1910 byla na vrcholu Stříbrníku postavena dřevěná Ejemova chata s Frotzelovou rozhlednou odborem KČT Louny, která byla otevřena 4. června 1911. Chata byla pojmenovaná po předsedovi lounských turistů Josefu Ejemovi, rozhledna dostala jméno po lounském lékaři a podporovateli turistiky Josefu Frotzelovi.
Z rozhodnutí místních orgánů byla chata v roce 1950 převedena na JZD Dobroměřice.Turistům byla navrácena až v únoru roku 1991.

## Přístup

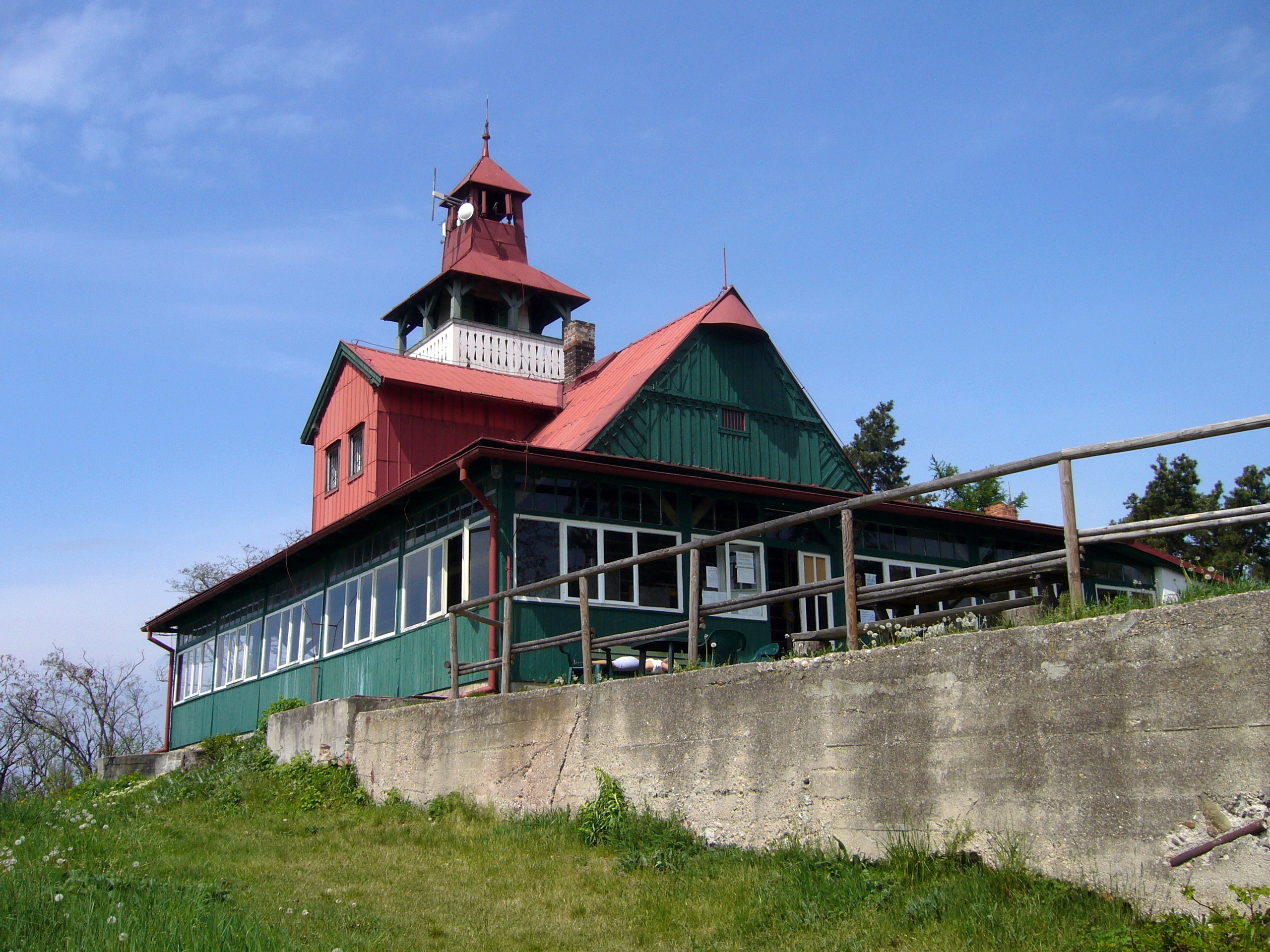
Horská chata s rozhlednou

Na vrchol vede od silnice č. 28 červeně značená místní okružní turistická stezka. S výjimkou mimořadných akcí, mezi něž patří například novoroční výstup na Červený vrch, je chata na vrcholu kopce, patřící lounskému Klubu českých turistů, zpravidla přístupná veřejnosti v letní sezóně od dubna do konce října.